# Бабенко, Алла Григорьевна
Алла Григорьевна Бабенко (род. 26 декабря 1937, Днепропетровск) — советский и украинский театральный режиссёр, Заслуженный деятель искусств Украинской ССР (1988), Народная артистка Украины (1997).
Основное место работы — Национальный академический украинский драматический театр имени Марии Заньковецкой.

## Биография
Окончила Львовский государственный университет им. И. Франко (филология) и параллельно — актёрскую студию при Львовском академическом украинском драмтеатре им. М. Заньковецкой, режиссёрский факультет Высшего театрального училища при Государственном академическом театре им. Е. Вахтангова (Москва, 1966—1971).
Работала артисткой Львовского театра юного зрителя им. М.Горького и Липецкого драматического театра; режиссёром Казанского большого драматического театра им. В. Качалова, режиссёром-стажёром Московского театра им. Моссовета, с 1977 — режиссёр-постановщик Львовского академического украинского драмтеатра им. М. Заньковецкой.

## Спектакли, поставленные на сцене Львовского драмтеатра им. М.Заньковецкой
- «Немой рыцарь» Хелтай (1979)
- «Кафедра» (1979), «Визави» (1981), «Соблазн» (1988) Валерии Врублевской
- «Житейское море», «Грех покаяния» (1992) Ивана Карпенко-Карого
- «Разорённое гнездо» Янки Купалы (1982)
- «Лесная песня» Леси Украинки (1983)
- «Бесприданница» Николая Островского (1985)
- «Отелло» (1985), «Макбет» (1992) Шекспира
- «Тартюф» Мольера (1986)
- «Федра» Расина (1988)
- «Чёрная Пантера и Белый Медведь» (1990), «Ложь» (1991), Владимира Винниченко
- «Гедда Габлер» Ибсена (1993)
- «Сейлемские ведьмы» Артура Миллера (1995)
- «Медея» Жана Ануя (1996)
- «Мужчина» (1996), «Мадам Бовари» (по Флоберу, 1997) Богдана Стельмаха
- «Дама с собачкой» (2003), «Ветреница» (2004), «Дом с мезонином» (2005) Антона Чехова
- «Валентин и Валентина» Михаила Рощина